# Kanton zachodniohercegowiński
Kanton zachodniohercegowiński – jeden z dziesięciu kantonów Federacji Bośni i Hercegowiny; jeden z mniejszych w skali kraju. Jego stolicą jest Široki Brijeg.

## Położenie
Kanton jest położony w zachodniej części kraju, przy granicy z Chorwacją.

## Podział administracyjny
- Miasto Ljubuški
- Miasto Široki Brijeg
- Gmina Grude
- Gmina Posušje